# JVC
A JVC (Japan Victor Company) é uma corporação internacional que produz equipamentos de áudio, vídeo e eletrônicos com sede em Yokohama, Japão. A empresa foi a responsável pela criação do VHS.

## História

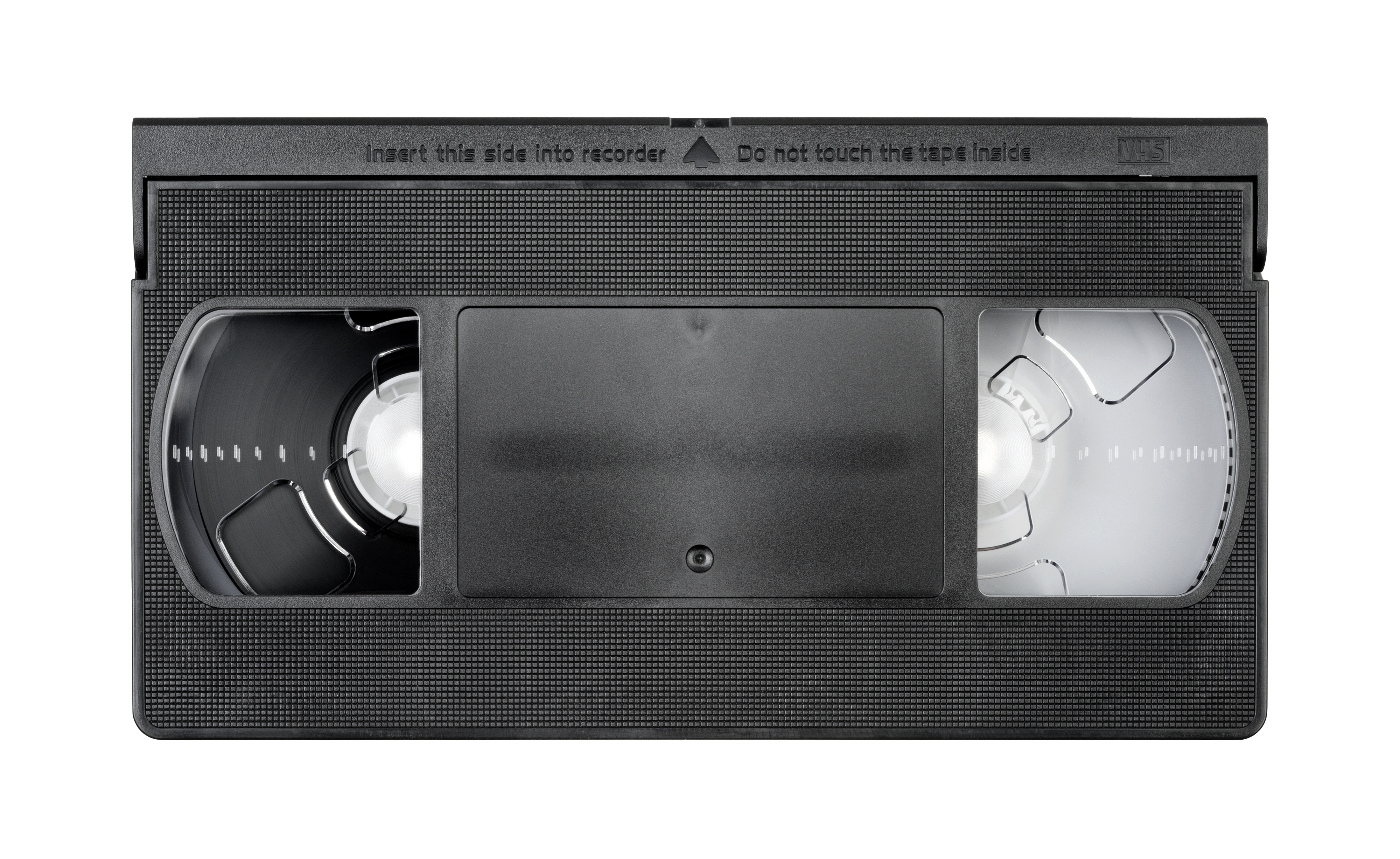
Padrão VHS, desenvolvido pela JVC.

A JVC foi criada em 1927 como uma subsidiária da americana Victor Talking Machine Company, em 1929 ambas empresas foram compradas pela RCA, em 1932 começou a produzir rádios, em 1939 foi a primeira empresa japonesa a produzir televisores, em 1943 devido a Segunda Guerra Mundial a JVC cortou suas relações com a RCA.
Após a guerra, passou a vender produtos da RCA no Japão, em 1953 foi adquirida pela Panasonic, em 1975 produziu o primeiro rádio portátil integrado a um televisor, o JVC 3050, em 1976 lançou o primeiro videocassete VHS do mundo, o JVC HR-3300. Em 2008 se fundiu com a Kenwood Electronics, formando a JVC Kenwood
Atualmente, a companhia se atém ao desenvolvimento e aperfeiçoamento de sua linha de câmeras digitais para filmagem, a série Everio, sendo a primeira linha de câmeras HD, além de atuar também na fabricação de televisores.

## Sede no Brasil

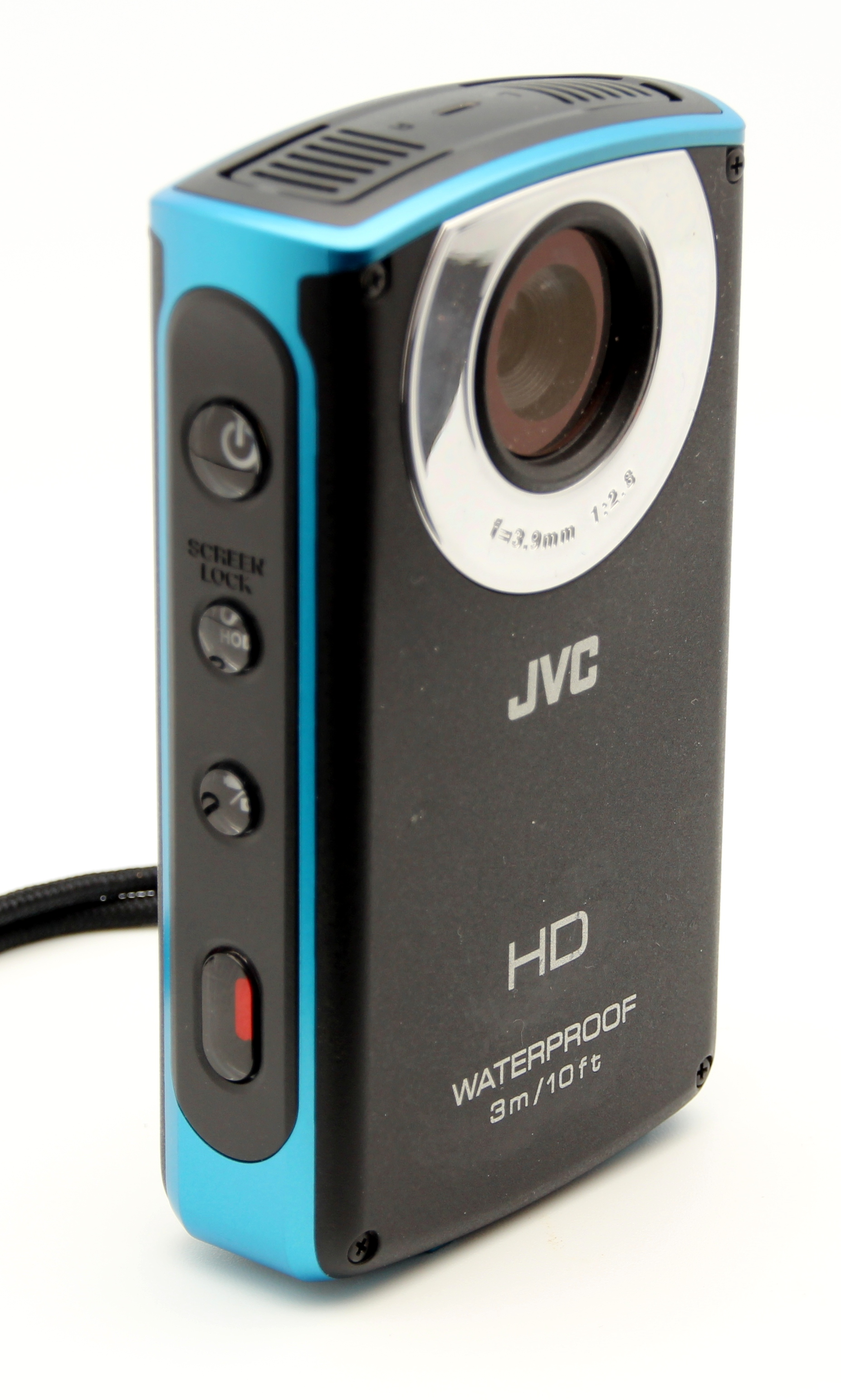
Câmera JVC Picsio

A JVC Brasil faz parte da divisão da JVC Americas Corp, subsidiária da Victor Company of Japan.